# Bárányiné László Ildikó
Bárányiné László Ildikó, Bárányi László Ildikó (Csíkcsicsó, 1937. június 8. – Budapest, 2014. május 31.) magyar orvos, orvosi szakíró, publicista. Bárányi Ferenc felesége.

## Életútja
1960-ban a marosvásárhelyi OGYI-ban szerzett orvosi diplomát. Előbb a temesvári Közegészségügyi Kutatóintézetnél dolgozott, majd ugyanott a Diákkórház orvosa volt. Első írását 1963-ban az Utunk közölte. Pedagógiai célzatú elbeszélései, humoreszkjei, tájékoztató szakcikkei jelentek meg a napilapokban. 1967-től a temesvári Szabad Szó „Az orvos válaszol” című heti rovatát szerkesztette.
1989 után a Franyó Zoltán Irodalmi Körben és főleg a szeretetszolgálatban működött. 1991-ben létrehozta a Máltai Szeretetszolgálat temesvári fiókszervezetét, amelynek haláláig önkéntes vezetője volt.
Tagja volt a Romániai Írószövetségnek, a Magyar Orvosírók Szövetségének, a Magyar Egészségügyi Társaságnak. Bánsági regionális megbízottja volt a Segítő Jobb Egészségügyi Humanitárius Alapítványnak.

## Művei
- Gyakorlati tanácsadó kismamáknak; I.P.B.T., Bukarest, 1972
- Bárányi-László Ildikó–Bárányi Ferenc: És akkor eljött Hippokratész... Karcolatok, szatírák, parabolák; Facla, Timişoara, 1976 (Satyricon)
- Gólyamese felnőtteknek; Facla, Temesvár, 1980
- Szövetségben a halál ellen. Regény; Facla, Temesvár, 1981
- Búcsú az összkomforttól. Két kisregény; Excelsior, Timişoara, 2001 (Romanul contemporan)
- Sokaknak világítottunk. Az 1960-ban Marosvásárhelyen végzett orvosok könyve; szerk. Bárányi László Ildikó; Excelsior Art, Timişoara, 2009
- Szövetségben a halál ellen. Regény; 2. jav. kiad.; Bárányi-László Ildikó, Gyál, 2011
- Adio confort. Două romane scurte; románra ford. Sütő-Udvari Magdalena; Bárányi-László Ildikó, Gyál, 2015